# اوتال
اوتال (به آلمانی: Auetal) یک شهر در آلمان است که در شاومبورگ واقع شده‌است. اوتال ۶٬۳۹۴ نفر جمعیت دارد.